# Моджо-Удінезе
Моджо-Удінезе (італ. Moggio Udinese) — муніципалітет в Італії, у регіоні Фріулі-Венеція-Джулія,  провінція Удіне.
Моджо-Удінезе розташоване на відстані близько 510 км на північ від Рима, 100 км на північний захід від Трієста, 39 км на північ від Удіне.
Населення — 1745 осіб (2014).
Щорічний фестиваль відбувається 19 березня. Покровитель — San Gallo.

## Демографія
Населення за роками:

Станом на 1 січня 2023 року в муніципалітеті офіційно проживало 55 іноземців з 21 країни, серед них 20 громадян країн Євросоюзу та 6 громадян України.

## Сусідні муніципалітети
- Амаро
- Арта-Терме
- Кьюзафорте
- Донья
- Ермагор-Пресседжер-Сее
- Пауларо
- Понтебба
- Резьютта
- Тольмеццо
- Венцоне

## Відомі особистості
В поселенні народився:
- Міранда Мартіно (* 1933) — італійська акторка і співачка.